# Unidos da Rheingantz
Sociedade Carnavalesca e Cultural Unidos da Rheingantz é uma escola de samba da cidade de Rio Grande no Rio Grande do Sul.

## História
A escola foi fundada em 10 de abril de 1976, em 1988 se licenciou do carnaval de sua cidade. A inatividade durou 19 anos, quando em 2007 a entidade retomou as atividades. Em 2008 em seu primeiro desfile após o retorno foi campeã do grupo de acesso e conseguiu passagem para o grupo especial. Em 2012 com o tema África: mãe multiracial foi campeã do carnaval de Rio Grande.

## Segmentos

### Presidentes
| Nome               | Mandato        | Ref.  |
| ------------------ | -------------- | ----- |
| Terezinha Silveira | ? - atualidade | [ 3 ] |

## Carnavais
| Ano  | Colocação   | Grupo    | Enredo | Ref.                       |
| ---- | ----------- | -------- | --- | -------------------------- |
| 2008 | Campeã      | Acesso   | Meu sonho azul com a Noiva do Mar                                                                                  | [ 5 ]                      |
| 2009 | 3º lugar    | Especial | Germano Leite - do sonho à realidade. Jornal Agora, uma história de sucesso                                        | [ 6 ] [ 7 ]                |
| 2010 | 4º lugar    | Especial | São José do Norte Mui heróica vila, onde as águas se encontram.                                                    | [ 8 ] [ 9 ]                |
| 2011 | Vice-campeã | Especial | Da Veneza Européia a Veneza Brasileira                                                                             | [ 4 ] [ 10 ]               |
| 2012 | Campeã      | Especial | África: mãe multirracial                                                                                           | [ 2 ] [ 11 ] [ 12 ]        |
| 2013 | 3º lugar    | Especial | Rheingantz canta com orgulho Chicos brasileiros                                                                    | [ 13 ] [ 14 ] [ 15 ] [ 1 ] |
| 2014 | Vice-campeã | Especial | O povo Caprichoso do Rio Grande apresenta a festa de Parintins, dançando com a Rheingantz num espetáculo Garantido | [ 16 ] [ 17 ] [ 18 ]       |
| 2015 | 3º lugar    | Especial | Joga flores e perfumes que a Rheingantz está em festa – Povo Cigano, Povo de Estrela                               | [ 3 ] [ 19 ]               |
| 2016 | 4º lugar    | Especial | Rheingantz canta o poeta Lupicínio Rodrigues, carisonhamente Lupi, o boêmio.                                       | [ 20 ]                     |

## Títulos
- Campeã do Grupo Especial: 2012
- Campeã do Grupo de Acesso: 2008